# CG Puigcerdà
Le Club Gel Puigcerdà est un club de hockey sur glace catalan évoluant cette saison en Liga Nacionales de Hockey Hielo.

## Palmarès
- Championnat d'Espagne (5) : 1986, 1989, 2006, 2007, 2008
- Copa del Rey (11) : 1983, 1984, 1986, 1987, 1992, 1999, 2004, 2005, 2007, 2008

## Historique
Basé à Puigcerdà, en Catalogne, le CGP est un des six clubs fondateurs de la Liga Nacionales de Hockey Hielo en 1972. C'est à partir des années 1980 que le club commence à remporter quelques succès nationaux.

### Résultats saison après saison
| Saison    | Championnat          | Coupe d'Espagne      | Coupe d'Europe       |
| --------- | -------------------- | -------------------- | -------------------- |
| 1972-1973 | ?                    | ?                    | -                    |
| 1973-1974 | ?                    | ?                    | -                    |
| 1974-1975 | ?                    | ?                    | -                    |
| 1975-1976 | ?                    | ?                    | -                    |
| 1976-1977 | 9e                   | ?                    | -                    |
| 1977-1979 | Sans activité sénior | Sans activité sénior | Sans activité sénior |
| 1979-1980 | 5e                   | ?                    | -                    |
| 1980-1981 | 5e                   | ?                    | -                    |
| 1981-1982 | 4e                   | ?                    | -                    |
| 1982-1983 | 3e                   | Vainqueur            | -                    |
| 1983-1984 | ?                    | Vainqueur            | -                    |
| 1984-1985 | 3e                   | Finale               | -                    |
| 1985-1986 | Champion             | Vainqueur            | -                    |
| 1986-1987 | Pas de championnat   | Vainqueur            | -                    |
| 1987-1988 | Pas de championnat   | 1/2 Finale           | -                    |
| 1988-1989 | Champion             | 1/2 Finale           | -                    |
| 1989-1990 | 3e                   | ?                    | 1er Tour             |
| 1990-1991 | 3e                   | Finale               | -                    |
| 1991-1992 | 4e                   | Vainqueur            | -                    |
| 1992-1993 | 3e                   | ?                    | -                    |
| 1993-1994 | 3e                   | Finale               | -                    |
| 1994-1995 | 1/2 Finale           | ?                    | -                    |
| 1995-1996 | 1/2 Finale           | 1/2 Finale           | -                    |
| 1996-1997 | 1/2 Finale           | 1/2 Finale           | -                    |
| 1997-1998 | Finale               | 1/2 Finale           | -                    |
| 1998-1999 | Finale               | Vainqueur            | 1er Tour             |
| 1999-2000 | 1/2 Finale           | ?                    | 1er Tour             |
| 2000-2001 | Finale               | 1/2 Finale           | -                    |
| 2001-2002 | 1/2 Finale           | 1/2 Finale           | 1er Tour             |
| 2002-2003 | 1/2 Finale           | ?                    | -                    |
| 2003-2004 | Finale               | Vainqueur            | -                    |
| 2004-2005 | 1/2 Finale           | Vainqueur            | -                    |
| 2005-2006 | Champion             | Finale               | -                    |
| 2006-2007 | Champion             | Vainqueur            | 2d Tour              |
| 2007-2008 | Champion             | Vainqueur            | 1er Tour             |

## Participations à la Coupe d'Europe
| Saison    | Tour     | Adversaire                                                 | Score(s)       |
| --------- | -------- | ---------------------------------------------------------- | -------------- |
| 1989-1990 | 1er Tour | AS Varese CP Berne HC Innsbruck                            | 0-18 2-18 3-18 |
| 1998-1999 | 1er Tour | CH Jaca Dukla Trenčín SC Energija                          | 1-6 0-5        |
| 1999-2000 | 1er Tour | Amstel Tijgers Amsterdam HK Iounost Minsk Lions de Lyon    | 4-4 3-8 1-5    |
| 2001-2002 | 1er Tour | Liepājas Metalurgs Dragons de Rouen Nijmegen Emperors      | 2-11 4-9 1-10  |
| 2006-2007 | 1er Tour | exempt                                                     | exempt         |
|           | 2d Tour  | Steaua Bucarest Comarch Cracovia Kraków Kazakhmys Satpaïev | 1-10 2-6 0-12  |
| 2007-2008 | 1er Tour | Miercurea-Ciuc Mladost Zagreb Kocaeli BBSK                 | 2-13 1-9 3-4   |

### Bilan européen
| Matchs Joués | Victoire | Nuls | Défaites | Buts marqués | Buts encaissés | Différence |
| ------------ | -------- | ---- | -------- | ------------ | -------------- | ---------- |
| 18           | 0        | 1    | 17       | 31           | 182            | -151       |